# Dalmatien
Ne doit pas être confondu avec Dalmate ou Dalmates.
Le dalmatien est une race de chien originaire de Dalmatie, une région de la Croatie. Apparenté au chien courant, le dalmatien est de taille moyenne, musclé, actif, harmonieux dans ses lignes et doté d'un trot remarquable. Selon la FCI, il est d'un caractère calme, têtu, intelligent, protecteur et câlin. Sa robe a pour base le blanc et comporte des taches rondes bien dessinées pouvant être noires ou foies. Le dalmatien est un chien sportif et gai qui a besoin de se dépenser. La race s'illustre dans les sports comme l'agility, le cani-cross et l'obé rythmée.
L'image du dalmatien est souvent associée à celle du cheval puisqu'il s'agit d'un « chien de coche ».
On appelle une chienne du dalmatien une dalmatienne.

## Historique

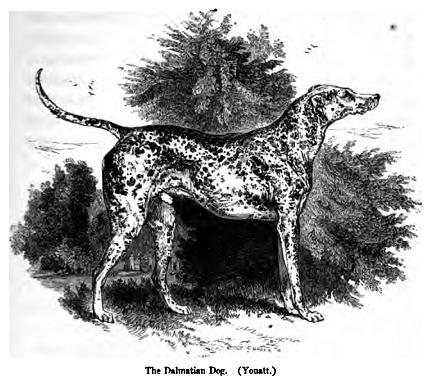
Un dalmatien par Stonehenge dans The Dog in Health and Disease en 1859.

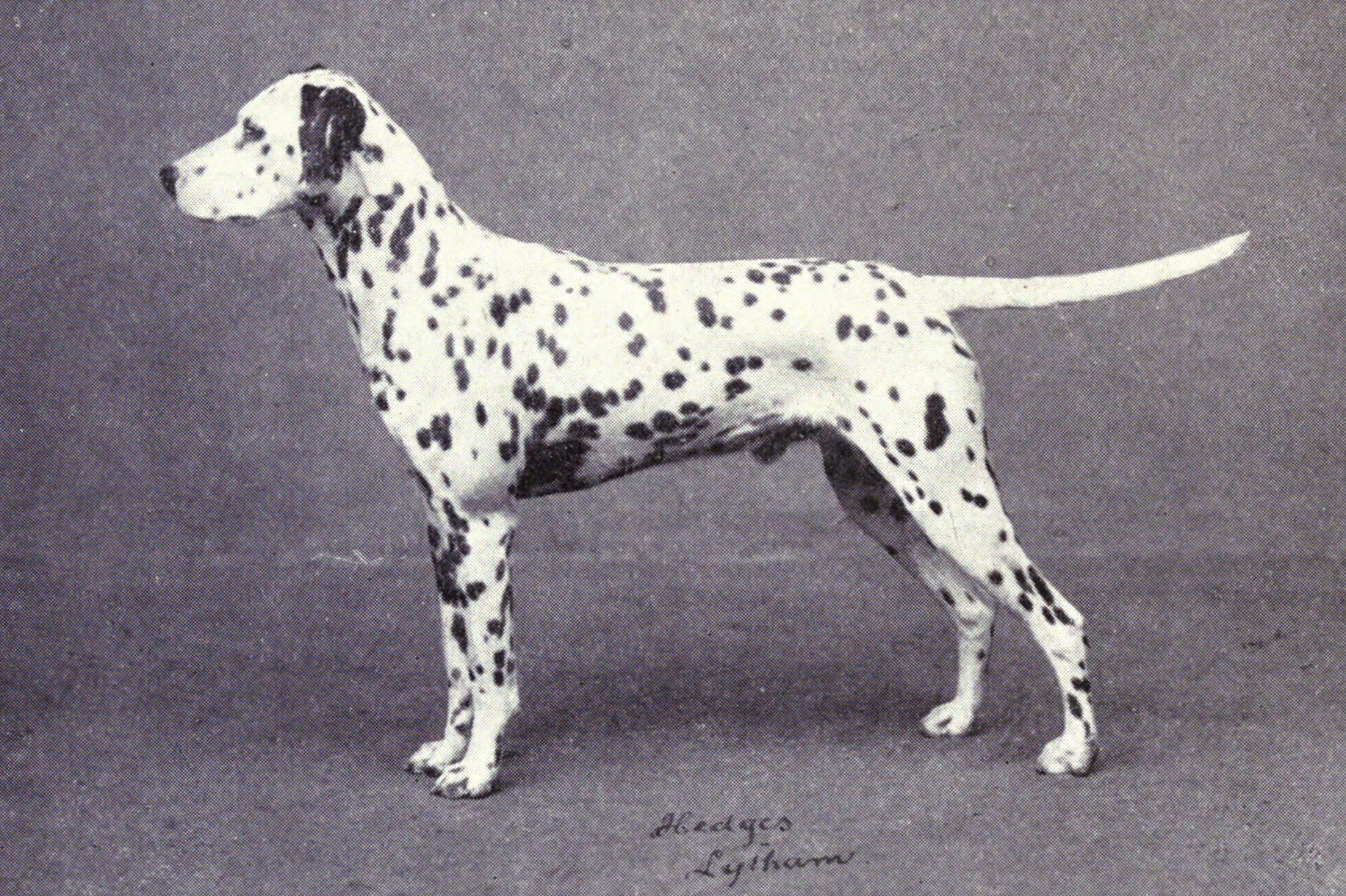
Un dalmatien en 1915.

L'origine du dalmatien est obscure et hypothétique. Des chiens de même type ont été représentés sur les tombes de pharaons de l'Égypte ancienne. Des chroniques ecclésiastiques du XIVe siècle et de 1719 considèrent que le dalmatien est originaire de la Dalmatie, une région littorale de la Croatie le long de la mer Adriatique. L'origine obscure du dalmatien se reflète dans son classement selon la nomenclature de la Fédération cynologique internationale : de nombreuses fois déplacée d'un groupe à un autre, la race est à présent « apparentée » aux chiens courants,.
Dans l'ouvrage de Thomas Bewick publié en 1792, on trouve la description et le dessin d'un chien dont le poil est blanc et tacheté. Berwick nomme ce chien « dalmatien » ou « chien de coche » car sa fonction première était d'ouvrir la voie au coche et à la diligence transportant le courrier. L'Anglais Vero Shaw rédigea le premier standard du dalmatien en 1882, officialisé en 1890.
Le dalmatien est aussi connu comme mascotte des pompiers aux États-Unis. Au XVIIIe siècle, le dalmatien emboîtait le pas aux chevaux tractant les véhicules des pompiers américains et aboyait pour avertir et éloigner les animaux et les personnes.
Au XXe siècle, le film Les 101 Dalmatiens a accru la popularité de cette race. Pour satisfaire la demande, la qualité a malheureusement pâti de l'élevage intensif de chiots consanguins.

## Standard Canadien - Club Canin Canadien
Origines et rôle
On croit que le dalmatien est originaire du centre de l’Europe ou de la Méditerranée et on le connaît depuis le Moyen Âge. En raison de son affinité pour les chevaux et de son aptitude à couvrir de grandes distances à vitesse constante, il fut utilisé pour accompagner et garder les coches et comme chien d’écurie. On l’utilisa souvent par la suite pour accompagner et garder l’équipement de lutte contre l’incendie tiré par des chevaux, notamment aux États-Unis.
Aspect général
Le dalmatien est un chien qui se distingue par ses taches; c’est un chien harmonieusement proportionné, vigoureux, musclé et vif. Il n’est en rien grossier ni lourd et fait preuve de beaucoup d’endurance à vive allure, propre à son rôle. Un mouvement uni et l’aptitude à couvrir le terrain au trot sont de prime importance pour cette race.
Tempérament
Chien vivant, actif et de caractère agréable.
Taille
L’équilibre général prime tout. La hauteur idéale au garrot est de 56 à 61 cm (22 à 24") pour le mâle et de 53 à 58 cm (21 à 23") pour la femelle.
Robe et couleur
Le poil doit être court, dense et fin, légèrement luisant, ni laineux, ni soyeux. Il y a deux robes acceptables : blanc avec taches noires et blanc avec taches foies. Le blanc est pur ; le noir doit être aussi profond et riche que possible. Le foie se rapproche du chocolat plutôt que des couleurs feu ou jaune. Les taches peuvent se toucher ou se chevaucher légèrement ; elles sont de préférence rondes, nettement dessinées, régulièrement réparties et avoir un diamètre de 1,8 à 3 cm (la taille d’une pièce de dix sous jusqu'à une pièce de deux dollars). Les taches de la tête, de la queue et des pattes doivent être plus petites que celles du corps. La queue doit de préférence être tachetée ; les oreilles sont couvertes du plus grand nombre de taches possibles. Une couleur noir ou foie unie n’est pas désirable.
Tête
Assez longue, en équilibre avec le reste du chien, avec un stop modéré et un sillon frontal légèrement marqué (non en ligne droite de la truffe à l’occiput). Les lignes supérieures du crâne et du chanfrein sont d’égale longueur. Le crâne est plat, d’une bonne largeur entre les oreilles et bien dessiné aux tempes. Il ne doit pas avoir de rides permanentes. Le museau est long et puissant, jamais effilé. Les lèvres sont sèches et ne doivent pas être flottantes. La truffe est toujours noire chez les chiens à taches noires ; chez les chiens à taches foies, elle est toujours marron. Les mâchoires s'articulent en ciseaux parfait et régulier. Les incisives inférieures touchent légèrement les incisives supérieures. Les yeux doivent être modérément écartés, de dimension moyenne, ronds, limpides et brillants. Leur expression est intelligente et éveillée. Leur couleur est le plus sombre possible chez les chiens à taches noires et d’une couleur brun clair à ambre chez ceux à taches foies. Les yeux bleus ou vairons sont indésirables et doivent être pénalisés. Le pourtour des yeux chez les chiens à taches noires sont noirs et marron chez les chiens à taches foies. Aucun chien ne doit avoir de paupières couleur chair. Les oreilles sont attachées haut, de grandeur moyenne, larges à leur base et s’amenuisent en une extrémité arrondie. Elles sont portées bien contre la tête et de texture mince et fine.
Cou
Assez long, gracieusement arqué, léger, effilé et sans fanon.
Membres antérieurs
Épaules bien placées, légèrement obliques, nettes et musclées, indiquant la vitesse. Elles doivent être bien au corps. Jambes parfaitement droites avec une forte ossature. Coudes bien au corps. Paturons légèrement anguleux lorsque vus de côté et parfaitement droits vus de devant, légèrement élastiques. Pieds compacts avec doigts bien cambrés et coussinets résistants et élastiques. Les ongles sont noirs et / ou blancs chez les chiens tachés de noir. Ils sont marron et / ou blancs chez les chiens tachés de foie.
Corps
Ligne du dessus droite, pouvant arquer légèrement au rein. Poitrine pas trop large mais très profonde et ample ; côtes modérément cintrées, jamais comme des cerceaux de tonneau (ce qui indiquerait une absence de vitesse à la course). Rein fort et musclé.
Membres postérieurs
Muscles des cuisses et des jambes nets, puissants et bien définis. Jarrets bien descendus. Grassets modérément fléchis. Pieds postérieurs comme les antérieurs.
Queue
Elle atteint approximativement le jarret ; elle est forte à l’attache et va en s’amenuisant graduellement vers l’extrémité. Elle ne doit jamais être grossière. Son attache ne doit être ni trop basse, ni trop haute. Elle est portée pendante avec une légère courbure du dernier tiers vers le haut mais jamais enroulée.
Allures
Mouvement offrant une grande liberté; foulée et mouvement doux, puissants et rythmés avec une bonne portée vers l’avant et une bonne propulsion. Vues de derrière, les pattes postérieures doivent suivre les pattes antérieures sans indication d’un déplacement du corps en diagonale par rapport à la direction du déplacement. Une courte foulée ou / et un mouvement de pattes qui fauchent sont répréhensibles.
Défauts
- Truffe partiellement de couleur chair.
- Jarrets de vache.
- Pieds plats.
- Pourtours des yeux partiellement colorés.
- Couleur des yeux autre que le noir, le brun ou l’ambre.

Caractéristiques éliminatoires
- Plaque (ou « patch ») : présente à la naissance, masse solide de poils noirs ou foies, beaucoup plus grande que les taches normales, dense, brillante, avec un contour régulier et bien défini. Au contraire, de larges masses formées de taches mélangées ou chevauchées ne sont pas des plaques ; elles sont des taches individuelles dont les contours sont irréguliers et mêlées de poils blancs.
- Tricolores.
- Toute couleur autre que le foie et blanc et le noir et blanc.
- Prognathisme inférieur ou prognathisme supérieur de plus de 0,3 cm.

## Standard FCI (en résumé)

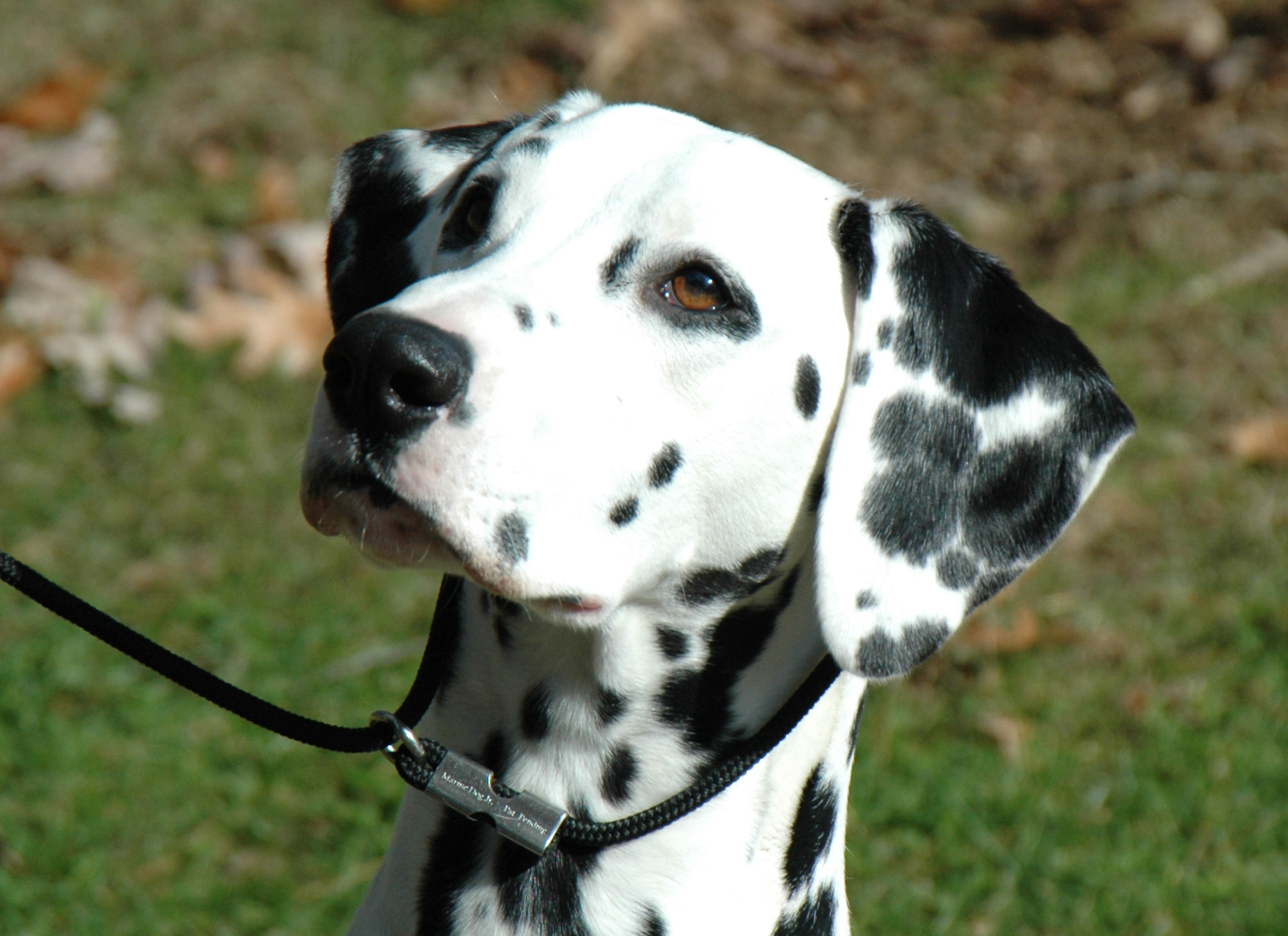
Portrait d'un dalmatien. Les oreilles doivent être bien tachetées.

Le dalmatien est un chien de taille moyenne, d'aspect harmonieux et élégant. Cette race est dotée d'une construction qui n'est ni grossière ni lourde. Le corps s'inscrit dans un rectangle. La poitrine est bien descendue et les membres musclés. La queue, portée avec une légère courbure vers le haut, n'est jamais enroulée sur le dos. Elle atteint le jarret.
La tête en forme de prisme est exempte de rides, avec un crâne plat. La truffe est noire chez les chiens à taches noires et marron chez les chiens à taches foies. Le museau est long et puissant, jamais effilé, avec un stop modéré. Les lèvres sont bien pigmentées. Les mâchoires sont puissantes avec une denture complète de 42 dents. De forme ovale, les yeux sont en position sub-frontale et placés à un angle de 10 à 15°. La couleur de l'iris est en accord avec celles des taches. Attachées plutôt haut, les oreilles bien portées contre la tête ont la forme d'un triangle isocèle. En longueur, elles atteignent le coin interne de l’œil ou le stop. Les oreilles sont tachetées, jamais entièrement noires ou marron.
Le poil est court, luisant, dur et dense sur tout le corps. La couleur de la robe est le blanc pur tacheté de noir ou de marron. Les taches de forme ronde et nettement dessinées sont réparties sur tout le corps. Leur taille est régulière, environ 2 à 3 cm de diamètre pour les sujets noirs, environ 2 cm pour les sujets foie. Les oreilles doivent être tachetées. Une queue tachetée est recherchée.

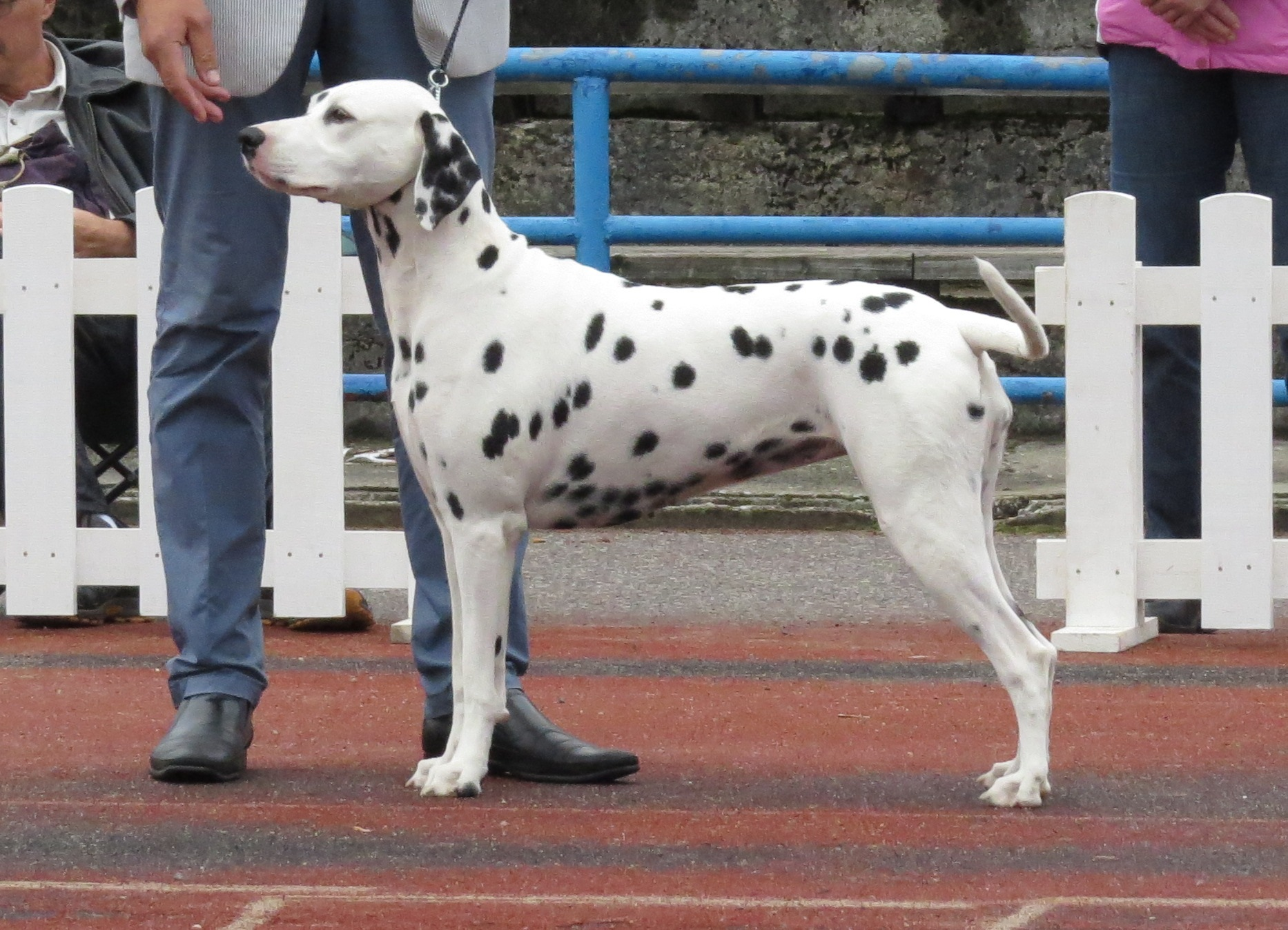
Un dalmatien tacheté noir en exposition canine à Tallinn.
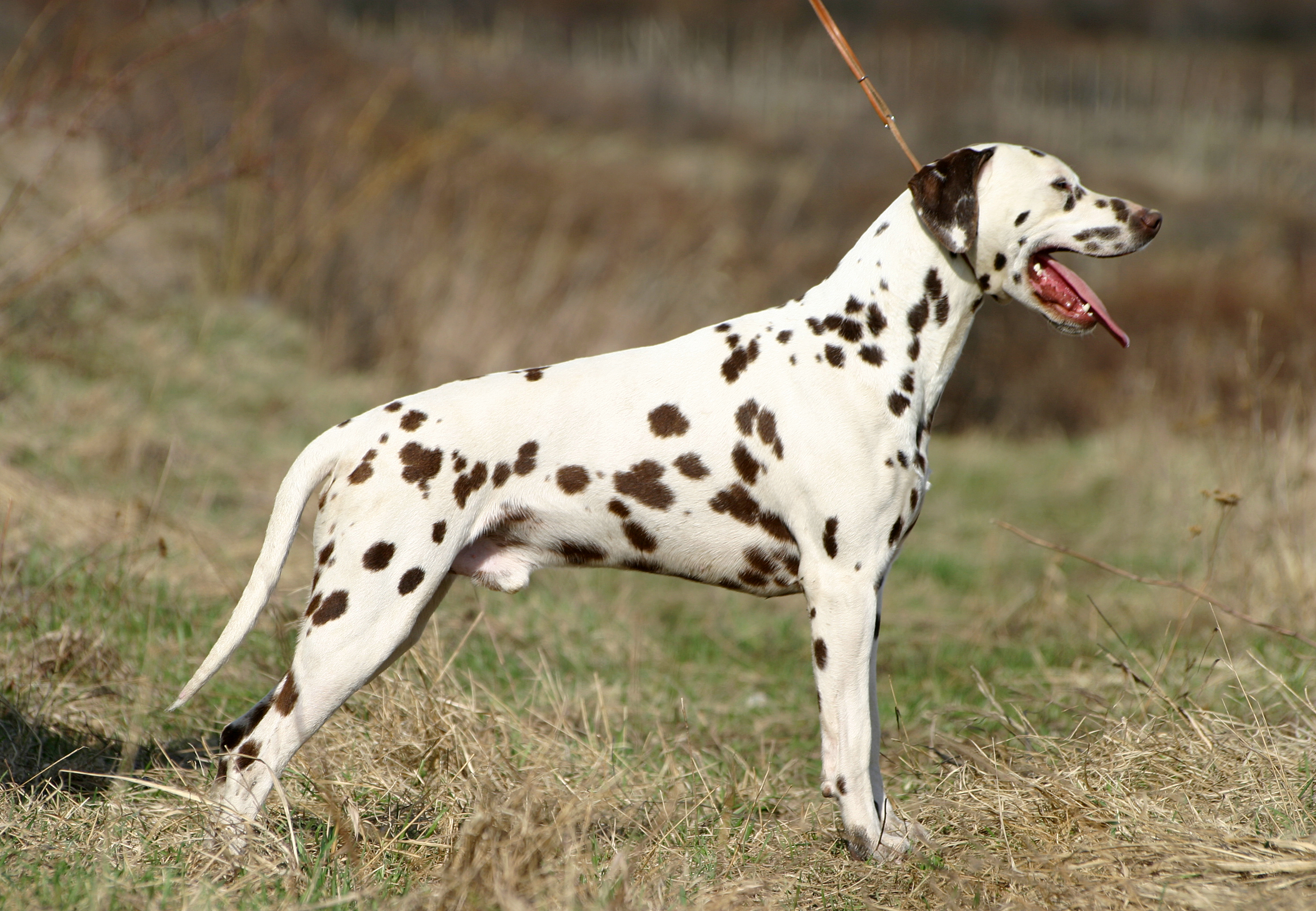
Un dalmatien tacheté marron (foie).

## Caractère

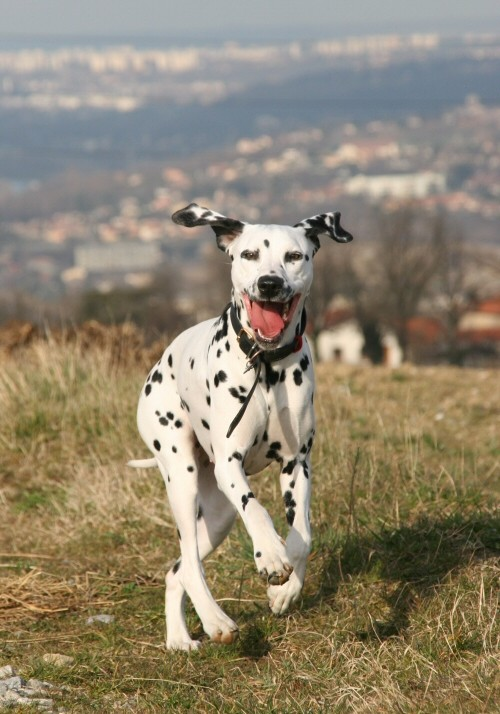
Le dalmatien est un chien actif.

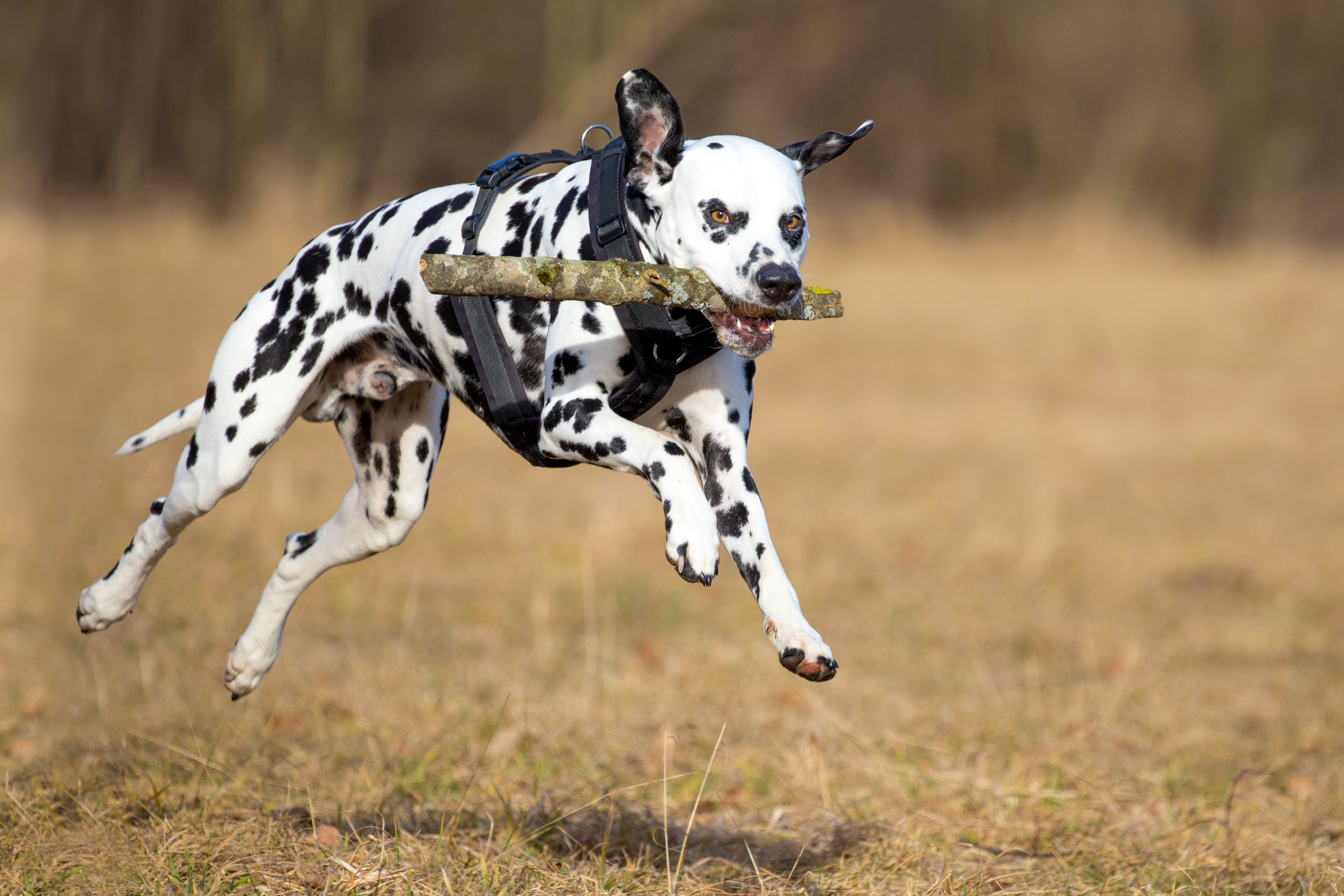
Un dalmatien ramenant un bâton.

Le standard de la Fédération cynologique internationale décrit le dalmatien comme amical, vif, loyal, indépendant et facile à éduquer. Le dalmatien ne doit pas être timide, méfiant, nerveux ou agressif. C'est un chien qui apprécie l’eau, les grands espaces et qui a un instinct de chasse prononcé. La Société centrale canine décrit le dalmatien comme franc, sensible, fidèle, intelligent. Il ne supporte pas d'être seul ou attaché. Le dalmatien est doux avec tous les membres de la famille, y compris les enfants. Il a gardé de son passé de chien de carrosse une affinité avec les chevaux.

## Utilité
Le dalmatien est un chien de compagnie sportif qui supportera mal l'appartement sans de longues promenades plusieurs fois par jour. Le dalmatien est une race qui a besoin de se dépenser et dont le caractère indépendant peut surprendre le maître novice. C'est une race utilisée en agility.

## Entretien
Le poil doit être brossé régulièrement. Il est déconseillé de le faire dormir dehors en raison de son poil court.

### Choix du chiot

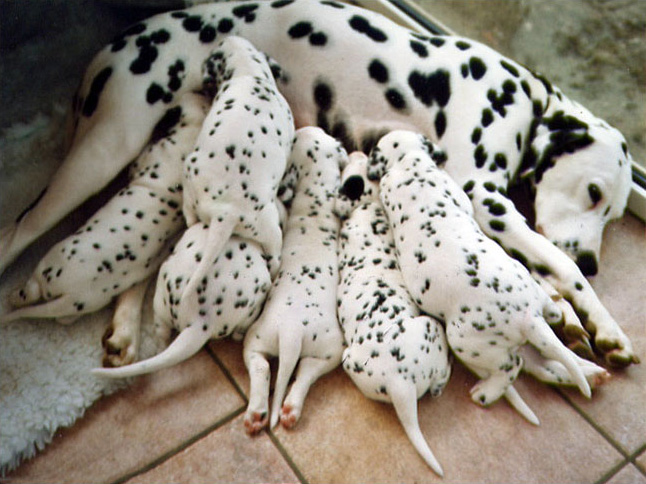
Des chiots dalmatiens à la tétée.

Le dalmatien a été une race à la mode et a souffert d'un élevage intensif, visant à produire de nombreux chiots. Il est conseillé de s'adresser à un éleveur spécialisé pour l'achat du chiot.
Le choix d'un chiot dalmatien peut se faire à partir de six semaines. À cet âge, il est alors possible de déceler les défauts majeurs qui l'empêcheraient d'être confirmé et d'avoir un pedigree définitif.
Le chiot présente des taches noires ou brun foie. La présence de taches de ces deux couleurs donne une robe tricolore défectueuse. Il ne doit pas avoir de taches « citron », d'un jaune plus ou moins pâle. La couleur brune ne varie pas avec l'âge et les taches sont brun roux dès leur apparition.
Il ne doit pas présenter de « patch », plaque sur l'oreille entièrement noire ou foie et débordant sur le crâne ou formant monocle. Le « patch » est visible dès la naissance.
Le dalmatien a une robe qui évolue au fil des semaines suivant la naissance. Il faut donc le choisir ni trop taché, ni trop peu. Un ou deux yeux bleus sont un défaut qui écartera le chien des expositions et de la reproduction. Il faut veiller à ce qu'il ne soit pas sourd (unilatéral ou bilatéral).
Il est conseillé, si l'éleveur ne l'a pas fait et s'il y a un doute concernant l'audition du chiot, de le faire tester par PEA chez un vétérinaire habilité.

### Alimentation
Jusqu'à ses 12 mois, le chiot s'alimente en trois repas pour se développer harmonieusement.
Inconvénients d'une alimentation inadaptée :
- Allergies de peau : la peau devient rose foncé, le pelage se teinte d'abord sur le crâne, et les poils tombent comme si le chien se « mitait » sans pour autant se gratter.
- Calculs d'urates dans l'urètre (mâles) ou la vessie (femelles).

## Santé

### Surdité

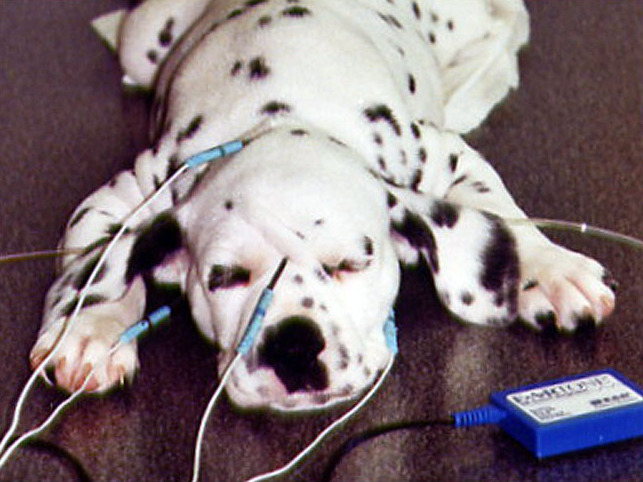
Photo prise lors du test PEA (Potentiel évoqué auditif) ou BAER (Brainstem Auditory Evoked Response) dans une école vétérinaire.

Le dalmatien est sujet à la surdité (en moyenne 15 % des chiots naissent sourds unilatéraux et moins de 5 % sont sourds bilatéraux). Les éleveurs doivent pratiquer des tests PEA sur les chiots vers l'âge de 7 à 8 semaines. Pour la reproduction, l'utilisation de parents indemnes de ce handicap (test PEA ou BAER : « Entendant bilatéral ») est nécessaire.
Lors de l'achat d'un chiot il vous est conseillé de demander que l'éleveur vous fournisse le résultat du test PEA ou BAER de votre chiot ainsi que celui des géniteurs.

#### Origine de la surdité
Le dalmatien, comme d'autres races à robe à fond blanc, connaît un pourcentage significatif de surdité héréditaire par insuffisance de pigment au niveau de certaines cellules de l'oreille interne. Cela est dû à la sélection excessive sur le manteau blanc, constituant une rupture majeure avec le type ancestral.
Le manteau blanc est déterminé par le gène spéculatif (non identifié chimiquement) sw (s comme self = totalement et w comme white = blanc) nommé en français « gène de la panachure envahissante ». L'adjectif « envahissant » qualifie ce gène sortant du rôle attendu : il détermine le manteau mais étend aussi son action à l'oreille interne.
Depuis 1991, les travaux du docteur Strain de l'université de Bâton-Rouge montrent, par l'étude statistique conjointe des pedigrees et des résultats des PEA sur de grands effectifs, que la surdité est directement liée à la capacité du gène sw à s'exprimer en fonction de l'influence, facilitatrice ou inhibitrice, qu'auraient sur lui probablement plusieurs autres gènes (polygènes).

#### Surdité bilatérale
Un chien sourd bilatéral (SB) est un handicapé majeur imposant un mode de vie contraignant notamment pour les mâles. Un chiot SB peut et doit être reconnu à l'élevage.

#### Surdité unilatérale
Un chien SU (sourd unilatéral) n'est pas handicapé. Par contre, selon les règles de sélection internationales actuelles, il ne doit pas se reproduire.

### Prédisposition
Le dalmatien est peu touché par les maladies génétiques.
La surdité, maladie génétique du dalmatien, a été occultée jusqu'aux travaux du Dr Strain de l'université de Bâton-Rouge datant des années 1990.

#### La dysplasie
La dysplasie est une affection héréditaire déterminée par plusieurs gènes dont l'expression est influencée par les conditions du milieu extérieur, en l'occurrence une suralimentation globale entraînant une surcharge pondérale ou un apport minéral et vitaminé défectueux voire un régime d'exercice mal conduit. La dysplasie est rare : le statut de la race est excellent en France. Il en est de même pour le Canada et les États-Unis.

#### Les urates
Le dalmatien est sujet aux calculs d'urates, mutation homozygote récessive chez tous les dalmatiens (hormis les dalmatiens LUA qui peuvent développer des calculs et issus d'une lignée américaine chez laquelle il y a eu en 1973 un croisement unique avec un pointer réalisé par le Dr Robert Schaible).
Chez le dalmatien, le métabolisme de certaines protéines alimentaires, les purines (abats, viandes jeunes) diffère des autres chiens. Seuls 30 à 40 % des urates (insolubles dans l'urine) sont transformés en allantoïne (soluble dans l'urine) alors que chez le chien normal 90 % des urates sont métabolisés en allantoïne.
L'uricémie (le taux d'acide urique sanguin) est plus élevée chez les dalmatiens (50 à 80 mg/l) que chez les autres races de chien (25 à 40 mg/l).
Les urates produits en excès sont éliminés dans les urines en plus grande quantité que chez les autres races ce qui risque, en cas d'alimentation inappropriée, d'entraîner la formation de calculs urinaires dans l'urètre et la vessie.
L'excrétion de l'acide urique par 24 heures est environ 10 fois plus élevée que chez les autres races de chien (400 à 600 mg contre 60 mg).

#### Le mégaœsophage
Le mégaœsophage se définit comme une dilatation de l'œsophage associée à une insuffisance ou une absence de motricité. Les signes cliniques sont une régurgitation des aliments le plus souvent, très rapidement après le repas, mais parfois de façon différée. Chez le chiot « à la mamelle », le lait mélangé à du mucus est rejeté par le nez.
On distingue le mégaœsophage primaire et le mégaœsophage secondaire. Le mégaœsophage secondaire est la conséquence de nombreuses affections (par exemple, l'hypothyroïdie, la polymyosite, etc.). Le MO existe chez toutes les races. Seul le mégaœsophage primaire, pouvant apparaître chez le chiot (mégaœsophage congénital) et chez l'adulte, nous intéresse car son origine peut être héréditaire. Quelques cas ont été signalés en Europe dans les années 2000 à 2005. Un appel à témoignage a été lancé en France par le DCF ; pas de nouveaux cas déclarés récemment.

## Dans la culture

### Littérature
Dodie Smith, romancière britannique, a favorisé la notoriété de cette race avec son roman Les 101 Dalmatiens (1956).

### Cinéma
La race est rendue célèbre par l'adaptation du roman de Dodie Smith en dessin animé, Les 101 Dalmatiens de Walt Disney Productions (1961). Ce film a ensuite connu de multiples développements en prises de vues réelles (1996 - Les 101 Dalmatiens, 2001 - 102 Dalmatiens, 2021 - Cruella), ou en dessin animé.

### Télévision
Plus récemment, c'est le dessin animé PAW Patrol : La Pat'Patrouille, diffusée depuis 2013, qui met à l'honneur le dalmatien grâce à Marcus, l'un des personnages phares de la série d'animation, qui est chien pompier et ambulancier.